# Nimbomollisia
Nimbomollisia is een geslacht van schimmels behorend tot de familie Mollisiaceae. De typesoort is Nimbomollisia melatephroides.

## Soorten
Volgens Index Fungorum bevat het geslacht vijf soorten (peildatum mei 2023):
| Soortnaam                    | Auteur(s)              | Publicatiejaar |
| ---------------------------- | ---------------------- | -------------- |
| Nimbomollisia aberrans       | (Peck) Nannf.          | 1983           |
| Nimbomollisia eriophori      | (L.A. Kirchn.) Nannf.  | 1983           |
| Nimbomollisia melatephroides | (Rehm) Nannf.          | 1983           |
| Nimbomollisia novosieversiae | Raitv.                 | 2008           |
| Nimbomollisia stictoidea     | (Cooke & Ellis) Nannf. | 1983           |